# Корона (теорія графів)
У теорії графів корона з 2n вершинами — неорієнтований граф із двома наборами вершин ui та vi і ребрами між ui та vj, якщо i ≠ j. Можна розглядати корону як повний двочастковий граф, з якого видалено досконале парування, як подвійне покриття дводольним графом повного графа, або як двочастковий граф Кнезера Hn,1, що представляє підмножини з 1 елемента і (n − 1) елементів множини з n елементів із ребрами між двома підмножинами, якщо одна підмножина міститься в іншій.

## Приклади
Корона з шістьма вершинами утворює цикл, а корона з вісьмома вершинами ізоморфна графу куба. У подвійний шістці Шлефлі конфігурації 12 прямих і 30 точок у тривимірному просторі, дванадцять прямих перетинають одна одну за схемою корони з 12 вершинами.

## Властивості

Біклікове покриття корони з десятьма вершинами

Число ребер у короні є прямокутним числом n(n − 1). Її ахроматичне число дорівнює n — можна знайти повне розфарбування, вибравши пару {ui, vi} як клас кольору. Корони є симетричними і дистанційно-транзитивними графами. Аркдікон зі співавторами описують розбиття ребер корони на цикли рівної довжини.
Корону з 2n вершинами можна вкласти в чотиривимірний евклідів простір так, що всі її ребра будуть мати довжину одиниця. Однак таке вкладення може помістити несуміжні вершини на відстань одиниця. Вкладення, за якого ребра мають довжину одиниця, а відстань між будь-якими несуміжними вершинами не дорівнює одиниці, вимагає принаймні розмірності n − 2. Це показує, що для подання графа у вигляді графа одиничних відстаней і графа строго одиничних відстаней потрібні зовсім різні розмірності. Найменше число повних двочасткових підграфів, потрібне для покриття ребер корони (її двочасткова розмірність, або розмір найменшого покриття кліками) дорівнює
{\displaystyle \sigma (n)=\min \left\{\,k\mid n\leq {\binom {k}{\lfloor k/2\rfloor }}\,\right\},}
тобто є оберненою функцією від центрального біноміального коефіцієнта.
Доповненням корони з 2n вершинами є прямий добуток повних графів K2 {\displaystyle \square } Kn, що еквівалентно туровому графу 2 × n.

## Застосування
В етикеті — традиційних правилах розсаджування гостей за обіднім столом — чоловіки й жінки мають перемежовуватися і жодна сімейна пара не повинна сидіти поруч. Розсаджування, що задовольняє цим правилам для вечірки n сімейних пар, можна описати як гамільтонів цикл корони. Задача підрахунку числа можливих розсаджувань або, що майже те ж саме, числа гамільтонових циклів у короні, відома в комбінаториці як задача про гостей. Для корон із числом вершин 6, 8, 10, … число (орієнтованих) гамільтонових циклів дорівнює
2, 12, 312, 9600, 416880, 23879520, 1749363840, … (послідовність A094047 з Онлайн енциклопедії послідовностей цілих чисел, OEIS)
Корони можна використовувати, щоб показати, що алгоритм жадібного розфарбовування поводиться погано в деяких випадках — якщо вершини корони надані алгоритму в порядку u0, v0, u1, v1, і т. д., то жадібне розфарбовування використовує n кольорів, хоча оптимальним числом кольорів є два. Цю побудову приписують Джонсону, а самі корони іноді називають графами Джонсона з позначенням Jn. Фюрер використав корони як частину побудови, що показує складність апроксимації задачі розфарбовування.
Матушеквикористав відстань у коронах як приклад метричного простору, який важко вкласти в нормований векторний простір.
Як показали Миклавич і Поточник, корони входять до невеликого числа різних типів дистанційно-регулярних циркулянтних графів.
Агарвал і співавтори описують многокутники, які мають корони як графи видимості. Вони використовують їх як приклад, щоб показати, що подання графів у вигляді об'єднання повних двочасткових графів не завжди ефективне щодо пам'яті.
Корона з 2n вершинами з ребрами, орієнтованими від одного боку двочасткового графа до іншого, утворює стандартний приклад частково впорядкованої множини з розмірністю упорядкування n.